# لسلي ستفنسون
لسلي ستفنسون (بالإنجليزية: Leslie Stefanson)‏ ممثلة أمريكية ولدت في 10 مايو 1971 بفارغو، داكوتا الشمالية.

## أعمالها
- Alien Hunter (2003) .... Nyla Olson
- The Hunted  [لغات أخرى]‏ (2003) .... Irene Kravitz
- MDs (10 episodes, 2002) .... Shelly Pangborn
- Jackie, Ethel, Joan: The Women of Camelot (2001) (TV) .... Joan Kennedy
- Untitled Charles Randolph Project (2001) (TV) ....
- The Stickup (2001) .... Natalie Wright
- غير قابل للكسر (2000) .... Kelly
- Beautiful (2000) .... Joyce Parkins
- Desert Saints (2000) .... Agent Donna Marbury
- The General's Daughter (1999) .... Capt. Elisabeth Campbell
- Break Up  [لغات أخرى]‏ (1998) .... Shelly
- An Alan Smithee Film: Burn Hollywood Burn (1998) .... Michelle Rafferty
- Delivered (1998) .... Claire Moore
- أفضل ما يمكن حصوله (1997) .... Cafe 24 Waitress
- Flubber (1997) .... Sylvia
- Fool's Paradise (1997) .... Elizabeth 'Liz'
- The Mirror Has Two Faces (1996) .... Sara Myers
- The Cowboy Way  [لغات أخرى]‏ (1994) .... Girl at Party

## وصلات خارجية
- لسلي ستفنسون على موقع IMDb (الإنجليزية)
- لسلي ستفنسون على موقع ألو سيني (الفرنسية)
- لسلي ستفنسون على موقع أول موفي (الإنجليزية)
- لسلي ستفنسون على موقع قاعدة بيانات الأفلام السويدية (السويدية)
- لسلي ستفنسون على موقع قاعدة بيانات الفيلم (الإنجليزية)
- لسلي ستفنسون على موقع كينوبويسك (الروسية)
- لسلي ستفنسون على Internet Movie Database.